# Лайм-стрит
Лайм-стрит (англ. Lime Street) — улица в Лондонском сити между Фанчёрч-стрит на юге и Лиденхолл-стрит на севере.
На Лайм-стрит находится штаб-квартира всемирно известного страхового рынка Lloyd's of London. Архитектор Ричард Роджерс, один из создателей стиля хай-тек, придал зданию Lloyd’s of London необычную форму. Здание служило местом съёмки фильма «Мамма Миа!».
Рядом с Лайм-стрит находится ещё одно примечательное здание архитектора Нормана Фостера — небоскрёб Мэри-Экс, названный за свою необычную форму «огурцом».
Улица получила своё название от гашёной извести, которую продавали на этой улице для использования в строительстве.